# Echium rosulatum subsp. davaei
Echium rosulatum subsp. davaei é uma subespécie de planta com flor pertencente à família Boraginaceae. 
A autoridade científica da subespécie é (Rouy) Cout., tendo sido publicada em Fl. Portugal 502 (1913).

## Portugal
Trata-se de uma subespécie presente no território português, nomeadamente em Portugal Continental.
Em termos de naturalidade é endémica da região atrás referida.

## Protecção
Não se encontra protegida por legislação portuguesa ou da Comunidade Europeia.